# Danaovny

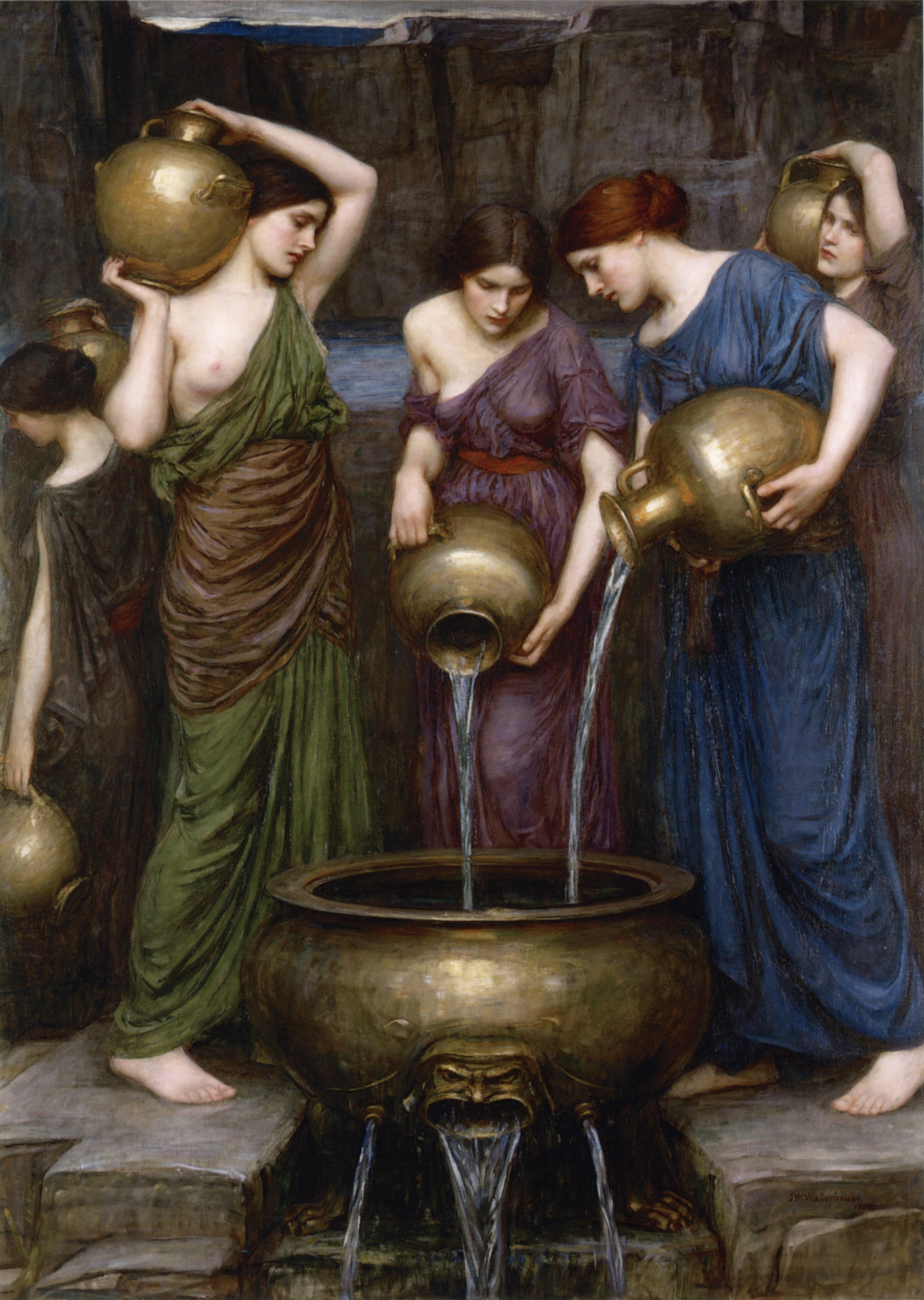
Danaovny

Danaovny, též Danaidky (latinsky Danaides) jsou v řecké mytologii dcery Danaa, krále v Libyi a později v Argu, praotce kmene Danaů (Danajců).
Jejich strýcem byl Danaův bratr Aigyptos. Ten toužil po ovládnutí Libye, kterou od svého otce dostal Danaos, proto vymyslel jako cestu ke svému cíli to, že jeho padesát synů se ožení s padesáti Danaovnami. Jenže to nepřijal ani Danaos, ani jeho dcery. Proto nejprve opustili Libyi a plavili se do Řecka, kde nalezli útočiště u argejského krále.
Aigyptos se za nimi vydal i se svými syny a s vojskem, porazil královo vojsko a Danaa donutil, aby jeho synům své dcery dal. Danaos naoko přijal, svým dcerám však přikázal, aby o svatební noci své vnucené manžely zavraždily. Tak se i stalo, výjimkou byla nejmladší Danaovna jménem Hyperméstra, která se do nejmladšího Aigyptova syna Lynkea zamilovala a před smrtí ho uchránila. Hlavy jeho zavražděných bratří prý byly hozeny do řeky Lerny.
Za to, že se zpronevěřila jemu i svým sestrám, nechal otec Hyperméstru vsadit do vězení. Říká se, že sama bohyně Afrodíté se ujala její obhajoby. Bohyně Athéna a bůh Hermés pak z viny očistili i všechny její sestry. Velká rada podsvětní říše však trest uložila: Danaovny musí v podsvětí navěky nabírat vodu do prasklých džbánů a nalévat ji do bezedných nádob.
Hyperméstra se stala Lynkeovou manželkou a stala se pramátí velkých hrdinů Persea a Hérakla.
Ještě jedna z padesáti Danaoven zůstala více v povědomí: byla to Amymóné. Prý hned po připlutí do Řecka ji poslal otec pro vodu, aby mohl obětovat bohům. Amymóné napadl chlípný Satyr, ona volala o pomoc a přispěchal sám bůh moře Poseidón. Po Satyrovi vrhl svůj trojzubec. Když dovolil dívce, aby trojzubec vytrhla ze země, vyrazil na tom místě mohutný pramen vody, který nesl její jméno. Sám se stal milencem a ženichem Amymóny, vzal si ji za manželku a zplodili syna Nauplia, pozdějšího zakladatele významného pobřežního města.

## Odraz v umění
- téma zpracoval Aischylos v tragédiích Danaovny, Prosebnice a dalších dvou dílech
- jednou z nejlepších soch je tzv. Vatikánská Danaovna (asi z 2. stol. př. n. l.)
- z novodobých děl pak Rauchova Danaovna (z r. 1859), umístěna v Petrodvorci u Leningradu
- a také stejnojmenná socha Augusta Rodina v Paříži